# Elisa Fernandes
Elisa Fernandes Leite (anhörenⓘ * 14. Februar 1950 in Rio de Janeiro; † 2. Januar 1993 ebenda) war eine brasilianische TV- und Theaterschauspielerin sowie eine bekannte Werbe-Ikone.

## Leben
Fernandes trat hauptsächlich in Fernsehserien und Telenovelas auf, begann aber ihre Karriere beim Film. 1970 spielte sie ihre erste Rolle im brasilianischen Kinohit Meu Pé de Laranja-Lima, im selben Jahr folgte der preisgekrönte Film "Em familia"/In the Family, in dem sie die Suzana spielte. Weitere TV-Rollen folgten. International bekannt wurde sie in der tragenden Rolle der Tais Vidal an der Seite von Mário Cardoso in der Serie Die Sklavin Isaura von 1976, die in 95 Länder verkauft wurde und u. a. auch in China gesendet wurde. Im selben Jahr stand sie als eine von vier Hauptdarstellerinnen im Film "As Grã-Finas e o Camelô" vor der Kamera. Nach 1978 kehrte sie zum Theater zurück, war bei verschiedenen Zeitschriften in Fotostorys und im Werbefernsehen (bekannteste Werbung: Klimaanlagen) vertreten.
Ende der 1980er Jahre spielte sie in keinen Filmen oder Serien mehr mit, ihre letzte Rolle war die der "Germana" in der Telenovela "Carmem" 1987/88.
Am 2. Januar 1993 erlag Elisa Fernandes im Alter von 42 Jahren einem Krebsleiden. In den 70er und 80er Jahren zählte sie zu den schönsten Frauen im brasilianischen Fernsehen.

## Filmografie (Auswahl)
- 1970: Meu Pé de Laranja Lima
- 1970: Em familia
- 1971: O bolão (1971),
- 1972: Alibaba e os quarenta ladrões
- 1973: O Descarte
- 1975: Quem tem medo lobisomem?
- 1976: As Grã-Finas e o Camelô (Die feinen Damen und das Kamel)
- 1978: O Namorado
- 1978: Mão de obra

### TV-Auftritte
- "Senhora" ("Herrin") 1975 – Nicoletta,
- "O feijão e o sonho" ("Eine Bohne und ein Traum") 1976,
- "Vejo a lua no céu" ("Ich sehe den Mond am Himmel") 1976 – Maria,
- "A escrava Isaura" ("Die Sklavin Isaura") 1976/77 – Taís Paes Vidal (später verheiratete Fontoura),
- "Maria, Maria" 1978 – Chiquinha da Roda,
- "Dona Beija" ("Wunderschöne Frau") 1986 – Liliana,
- "Carmen" 1987/88 – Germana

(Hierbei handelt es sich ausschließlich um Telenovelas)